# Бялкі-Дольне
Бялкі-Дольне (пол. Białki Dolne) — село в Польщі, у гміні Уленж Рицького повіту Люблінського воєводства.
Населення — 293 особи (2011).

## Демографія
Демографічна структура станом на 31 березня 2011 року:
|          | Загалом | Допрацездатний вік | Працездатний вік | Постпрацездатний вік |
| -------- | ------- | ------------------ | ---------------- | -------------------- |
| Чоловіки | 144     | 24                 | 105              | 15                   |
| Жінки    | 149     | 26                 | 83               | 40                   |
| Разом    | 293     | 50                 | 188              | 55                   |